# Störsvik
Störsvik est un village dans la partie sud de la municipalité de Siuntio, sur les rives du golfe de Finlande. Elle compte environ 268 habitants (2017).